# Zolertin
Zolertin je antagonist alfa-1 adrenoceptora.